# Teuthraustes atramentarius
Espèce
Synonymes
- Teuthraustes ecuadorensis Becker, 1880
- Teuthraustes latimanus Pocock, 1898
- Teuthraustes monticola Pocock, 1898
- Teuthraustes nitescens Pocock, 1898

Teuthraustes atramentarius est une espèce de scorpions de la famille des Chactidae.

## Distribution
Cette espèce est endémique d'Équateur. Elle se rencontre dans les provinces de Pichincha, de Cotopaxi, de Chimborazo, d'Imbabura et de Tungurahua.

## Description
L'holotype mesure 51 mm.

## Publication originale
- Simon, 1878 : Études arachnologiques. 9 mémoire. XV. Descriptions de deux nouveaux genres de l'ordre des Scorpions. Annales de la Société entomologique de France, sér. 5, vol. 8, p. 399–402 (texte intégral).